# Bahamas Bowl 2017
Match précédent Match suivant
Le Bahamas Bowl 2017 est un match de football américain de niveau universitaire joué après la saison régulière de 2017, le 22 décembre 2017 au Thomas Robinson Stadium à Nassau aux Bahamas.
Il s'agit de la 4e édition du Bahamas Bowl.
Le match met en présence les équipes des Blazers de l'UAB issus de la Conference USA et des Bobcats de l'Ohio issus de la Mid-American Conference.
Il débute à 12 h 30 locales et est retransmis en télévision sur ESPN.
Ohio gagne le match sur le score de 41 à 6.

## Présentation du match
| Équipes                                | Conférences | Entraîneurs       | Stats. saison rég. | Classements avant le bowl CFP-AP-Coaches |
| -------------------------------------- | ----------- | ----------------- | ------------------ | ---------------------------------------- |
| Blazers de l'UAB                       | C-USA       | Bill Clark        | 8 - 4              | NC                                       |
| Bobcats de l'Ohio                      | MAC         | Frank Solich (en) | 8 - 4              | NC                                       |
| Arbitre : Charles Lamertina (American) |             |                   |                    |                                          |

Il s'agit de la toute première rencontre entre ces deux équipes.

### Blazers de l'UAB
Avec un bilan global en saison régulière de 8 victoires et 4 défaites, UAB est éligible et accepte l'invitation pour participer au Bahamas Bowl de 2017.
Ils terminent 2e de la West Division ? de la Conference USA derrière North Texas, avec un bilan en division de 6 victoires et 2 défaites.
À l'issue de la saison 2017, ils n'apparaissent pas dans les classements CFP , AP et Coaches.
Il s'agit de leur 1er apparition au Bahamas Bowl.

### Bobcats de l'Ohio
Avec un bilan global en saison régulière de 8 victoires et 4 défaites, Ohio est éligible et accepte l'invitation pour participer au Bahamas Bowl de 2017.
Ils terminent 2e de la East Division de la Mid-American Conference derrière Akron, avec un bilan en division de 5 victoires et 3 défaites.
À l'issue de la saison 2017, ils n'apparaissent pas dans les classements CFP , AP et Coaches.
Il s'agit de leur toute 1re apparition au Bahamas Bowl et leur huitième bowl lors des neuf dernières saisons.

## Résumé du match
début du match à 12 h 33, fin à 15 h 40 pour une durée totale de jeu de 3 heures et 7 minutes.
Températures de 28 °C, vent faible de NNO de 5 km/h, ciel partiellement nuageux.
| QT          | Temps       | Drive       | Drive       | Drive       | Équipe      | Description de l'action | Score | Score |
| QT          | Temps       | Jeux        | Yards       | TDP         | Équipe      | Description de l'action | UAB   | OHIO  |
| ----------- | ----------- | ----------- | ----------- | ----------- | ----------- | --- | ----- | ----- |
| 1           | 08:41       | 11          | 75          | 06:19       | OHIO        | TD de 2 yards par WR Knock, DL à la suite d'une réception d'une passe de QB Rourke, Nathan + 1 point de conversion par K Zervos, Louie                             | 0     | 7     |
| 1           | 03:40       | 3           | 70          | 01:20       | OHIO        | TD de 56 yards par WR White, Papi à la suite d'une réception d'une passe de QB Rourke, Nathan mais la tentative de conversion à 1 point par K Zervos, Louie échoue | 0     | 13    |
| 2           | 12:26       | 1           | 74          | 00:15       | OHIO        | TD à la suite d'une course de 74 yards par RB Brown, Dorian + 1 point de conversion par K Zervos, Louie kick                                                       | 0     | 20    |
| 2           | 07:28       | 6           | 55          | 01:42       | UAB         | FG de 34 yards par K Vogel, Nick | 3     | 20    |
| 2           | 01:16       | 9           | 63          | 06:12       | OHIO        | TD à la suite d'une course de 9 yards par RB Brown, Dorian+ 1 point de conversion par K Zervos, Louie                                                              | 3     | 27    |
| 3           | 10:46       | 11          | 83          | 04:14       | UAB         | FG de 25 yards par K Vogel, Nick | 6     | 27    |
| 3           | 07:45       | 1           | 25          | 00:09       | OHIO        | TD à la suite d'une course de 25 yards par RB Brown, Dorian + 1 point de conversion par K Zervos, Louie                                                            | 6     | 34    |
| 3           | 04:05       | 6           | 67          | 03:08       | OHIO        | TD à la suite d'une course de 14 yards par RB Brown, Dorian + 1 point de conversion par K Zervos, Louie                                                            | 6     | 41    |
| Score final | Score final | Score final | Score final | Score final | Score final | Score final | 6     | 41    |

## Statistiques
| Meilleur joueur (MVP) |               |        |       |
| Système               | Nom           | Équipe | Poste |
| Attaque               | Brown, Dorian | Ohio   | RB    |
| Défense               | Javon Hagan   | Ohio   | S     |

| Statistiques par équipe                |                                                    |                                                       |
| Statistiques                           | UAB                                                | OHIO                                                  |
| 1er down                               | 20                                                 | 24                                                    |
| 1er down à la course                   | 5                                                  | 11                                                    |
| 1er down à la passe                    | 11                                                 | 9                                                     |
| 1er down suite pénalité                | 4                                                  | 4                                                     |
| Conversion de 3e down                  | 3/15                                               | 2/7                                                   |
| Conversion de 4e down                  | 0/2                                                | 0/1                                                   |
| Jeux–yards                             | 70 jeux pour 353 yards                             | 54 jeux pour 459 yards                                |
| Yards à la course                      | 25 courses pour 99 yards moyenne de 4 yards/course | 32 courses pour 249 yards moyenne de 7,8 yards/course |
| Yards à la passe                       | 254                                                | 210                                                   |
| Passes : Réussies-Tentées-Interceptées | 24/45 passes complétées, 0 interception            | 14/22 passes complétées, 0 interception               |
| Réussite en zone rouge/chances         | 2/3                                                | 3/3                                                   |
| TD                                     | 0                                                  | 6                                                     |
| Field Goals                            | 2/3                                                | 0/0                                                   |
| Sacks (Nombre-Yards gagnés)            | 0/0                                                | 0/0                                                   |
| Fumbles (Nombre/Perdus)                | 1/0                                                | 2/0                                                   |
| Pénalités (Nombre/Yards perdus)        | 8 pour 56 yards perdus                             | 6 pour 70 yards perdus                                |
| Temps de possession                    | 29:34                                              | 30:26                                                 |

| Statistiques individuelles |                    |                                                                |
| Quaterbacks                |                    |                                                                |
| UAB                        | ERDELY, A.J.       | 24/45 passes complétées, 254 yards, 0 TD, 0 sack subi          |
| OHIO                       | ROURKEY, Nathan    | 12/18 passes complétées, 185 yards, 2 TDs, 0 sack subi         |
| Meilleurs coureurs         |                    |                                                                |
| UAB                        | BROWN, Spencer     | 13 courses pour 37 yards, 0 TD, moyenne de 2,8 yards/course    |
| OHIO                       | BROWN, Dorian      | 12 courses pour 152 yards, 4 TDs, moyenne de 12,7 yards/course |
| Meilleurs receveurs        |                    |                                                                |
| UAB                        | TURNER Jr., Ronnie | 4 réceptions pour 67 yards gagnés, 0 TD                        |
| OHIO                       | WHITE, Papi        | 4 réceptions pour 106 yards, 1 TD                              |
| Meilleurs tackleurs        |                    |                                                                |
| UAB                        | CREWS, Tevin       | 7 tacles dont 3 en solo, 1 hit sur QB adverse                  |
| OHIO                       | HAGAN, Javon       | 9 tacles dint 6 en solo, 1 fumble forcé                        |